# Micro:bit
Micro Bit (також відомий як BBC Micro Bit або стилізований як micro:bit ) — це вбудована система з відкритим вихідним кодом на основі апаратного забезпечення ARM, розроблена BBC для використання в комп’ютерній освіті у Сполученому Королівстві . Вперше про це було оголошено під час запуску кампанії BBC Make It Digital в 2015 році з наміром доставити 1 мільйон пристроїв учням у Великобританії. Остаточний дизайн і характеристики пристрою були оприлюднені в 2015 році, тоді як фактична доставка пристроїв, спочатку запланована на вересень 2015 року для шкіл і жовтень 2015 року для широкого загалу, почалася в 2016 році.
Пристрій описується як половина розміру кредитної картки  і має процесор ARM Cortex-M0, датчики акселерометра та магнітометра, підключення Bluetooth та USB, дисплей, що складається з 25 світлодіодів, дві програмовані кнопки та може живитися від USB або зовнішній акумулятор.  Входи та виходи пристрою здійснюються через п’ять кільцевих роз’ємів, які є частиною більшого 25-контактного крайового роз’єму. У жовтні 2020 року була випущена фізично майже ідентична плата v2, яка оснащена мікроконтролером Cortex-M4F, з більшою пам’яттю та іншими новими функціями.

## Обладнання

### v1
Фізична плата має розміри 43 mm × 52 mm, і перша вироблена партія містила:

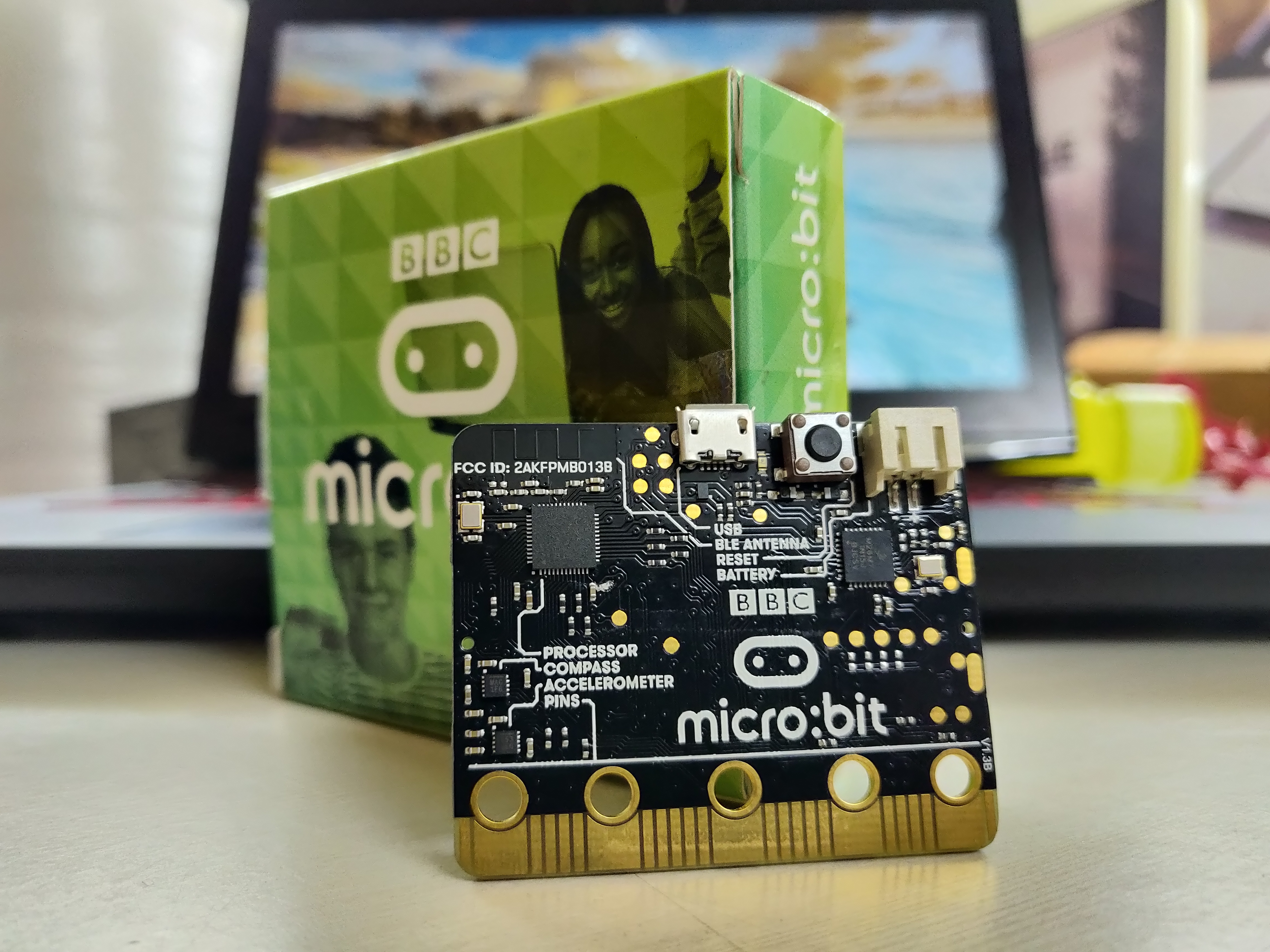
micro:bit v1 з оригінальною упаковкою за нею

- Nordic nRF51822 – 16 MHz 32-розрядний мікроконтролер ARM Cortex-M0, 256 KB флеш-пам’яті, 16 KB статичної оперативної пам’яті, 2.4 GHz бездротова бездротова мережа Bluetooth . Ядро ARM має можливість перемикатися між 16 MHz і 32.768 kHz . [3] [4] [6] [7] [8]
- NXP/Freescale KL26Z – 48 MHz мікроконтролер з ядром ARM Cortex-M0+, який включає в себе повношвидкісний контролер USB 2.0 On-The-Go (OTG), який використовується як інтерфейс зв’язку між USB і головним скандинавським мікроконтролером. Цей пристрій також здійснює регулювання напруги від USB джерела (4,5-5,25 V) до номінальних 3,3 вольт, які використовуються рештою друкованої плати. При роботі від батареї цей регулятор не використовується.
- NXP/Freescale MMA8652 – 3-осьовий датчик акселерометра через шину I²C . [9]
- NXP/Freescale MAG3110 – 3-осьовий датчик магнітометра через шину I²C (виконує функції компаса та металошукача). [9]
- Роз'єм MicroUSB, роз'єм акумулятора, 25-контактний крайовий роз'єм . [3] [7] [9] [10]
- Дисплей, що складається з 25 світлодіодів у масиві 5×5. [7]
- Три тактильні кнопки (дві для додатків, одна для скидання). [11]

Вхід/вивід містить три кільцеві роз’єми (плюс один живлення і заземлення), які підтримують затискачі типу «крокодил» або 4 мм бананові штекери  а також 25-контактний крайовий роз’єм із двома або трьома ШІМ- виходами, від шести до 17 контактів GPIO (залежно від конфігурації), шістьма аналоговими входами, послідовним входом/виводом, SPI та I²C .  На відміну від ранніх прототипів, які мали інтегровану батарею, для живлення пристрою як окремого продукту або продукту, який можна носити, можна використовувати зовнішній акумулятор (батареї AAA).    Занепокоєння здоров’ям і безпекою, а також вартістю, були названі причинами вилучення кнопкової батареї з ранніх конструкцій. 

### v2
версія 2, випущена 13 жовтня 2020 року, включає: 

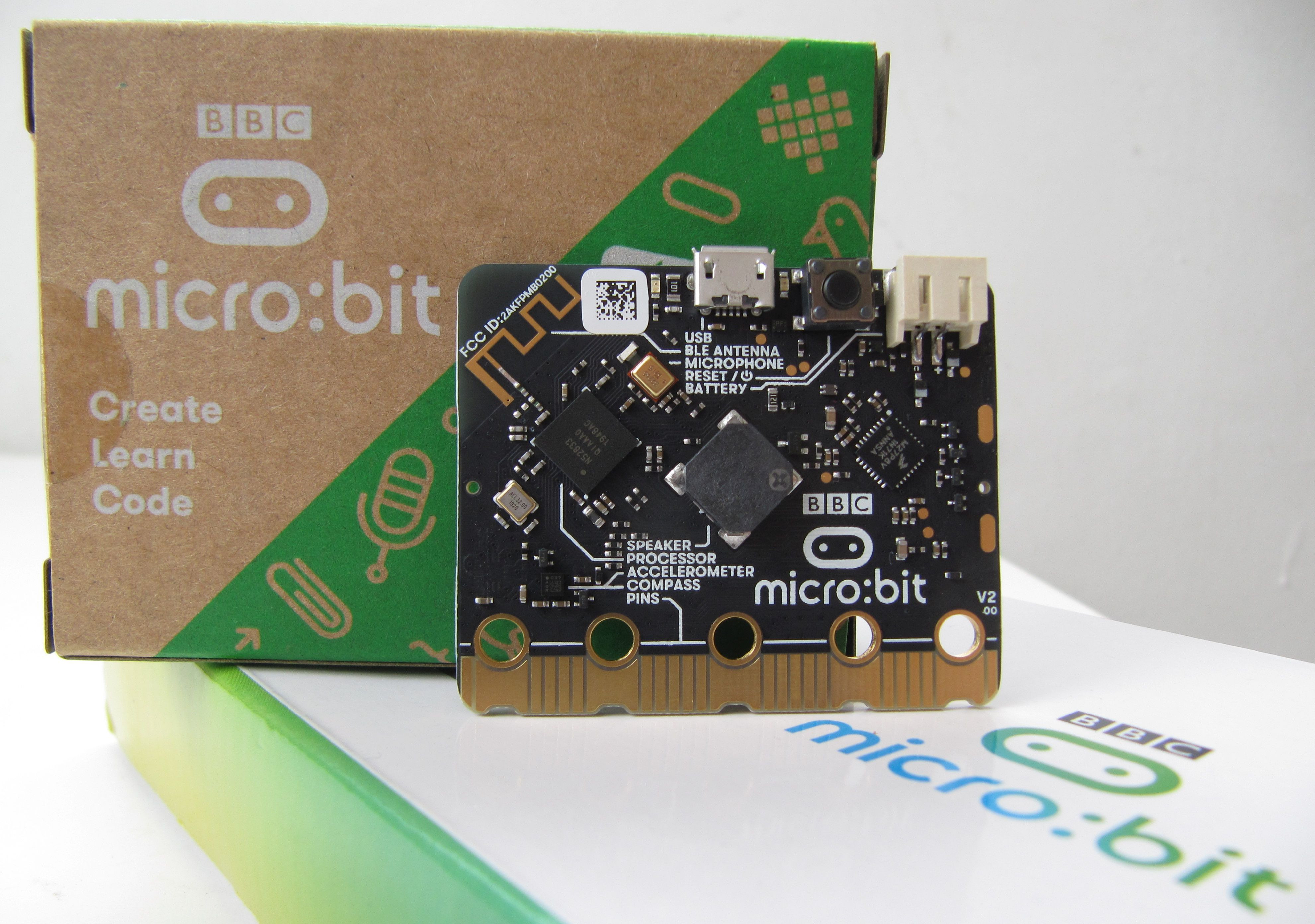
micro:bit v2 з оригінальною упаковкою за нею

- Nordic nRF52833 – 64 MHz 32-розрядний мікроконтролер ARM Cortex-M4, 512 KB флеш-пам’яті, 128 KB статичної оперативної пам’яті, 2.4 GHz бездротова мережа Bluetooth з низьким енергоспоживанням, забезпечена Nordic S113 SoftDevice, вбудований датчик температури.
- NXP/Freescale KL27Z – мікроконтролер з ядром ARM Cortex-M0+ 48 MHz, попередньо запрограмований як повношвидкісний контролер USB 2.0, який використовується як інтерфейс зв’язку між USB і ЦП.
- ST LSM303 або NXP FXOS8700 – 3-осьовий комбінований датчик акселерометра та магнітометра через шину I²C .
- Мікрофон Knowles MEMS з вбудованим світлодіодним індикатором.
- Магнітний процесор Jiangsu Huaneng MLT-8530.
- Роз'єм MicroUSB, роз'єм акумулятора JST PH, 25-контактний крайовий роз'єм .
- Дисплей, що складається з 25 світлодіодів в матриці 5х5.
- Три тактильні кнопки (дві для програм, одна для скидання) і сенсорна кнопка.

У micro:bit v2 кнопку скидання можна використовувати, щоб вимкнути плату, утримуючи її протягом 3 секунд.   

## Програмне забезпечення
На веб-сайті фундації micro:bit  є три офіційні редактори коду:
- Microsoft MakeCode
- MicroPython [17]
- Scratch

Середовище програмування на Python на Micro Bit надає MicroPython .   Користувачі можуть писати сценарії Python у веб-редакторі Micro Bit, які потім поєднуються з мікропрограмою MicroPython і завантажуються на пристрій. Користувачі також можуть отримати доступ до MicroPython REPL, що працює безпосередньо на пристрої через послідовне з’єднання USB, що дозволяє їм безпосередньо взаємодіяти з периферійними пристроями Micro Bit.
Серед інших мов програмування BBC micro:bit:
- Free Pascal ( інструкції )
- Simulink у Matlab ( Simulink Coder Support Package for BBC micro:bit Board ) реєстрація сигналів, налаштування параметрів, розробка коду з редактора блоків Simulink.
- C++ ( інструкції )
- Вперед ( інструкції )
- Lisp ( інструкція )
- Іржа ( інструкція )
- Ада ( інструкції )
- Swift ( інструкції )
- BASIC ( інструкції )

Операційні системи, які можна створити для BBC micro:bit:
- Zephyr – полегшена ОС Zephyr постачається з необхідним файлом параметрів для запуску на цій платі.

## Історія

### Розробка
Micro:bit був розроблений, щоб заохотити дітей брати активну участь у написанні програмного забезпечення для комп’ютерів і створювати нові речі, а не бути споживачами медіа.  Він також був розроблений, щоб працювати разом з іншими системами (такими як Raspberry Pi  ) і спиратися на спадщину BBC з BBC Micro для обчислення в освіті. BBC планувала, починаючи з жовтня 2015 року, безкоштовно роздавати комп’ютер кожній британській дитині 7 років (віком 11 і 12 років) – близько 1 мільйона пристроїв.   Онлайн-симулятор був доступний ще напередодні розгортання, щоб допомогти вчителям підготуватися, і деякі вчителі мали отримати пристрій у вересні 2015 року  Планувалося, що пристрій надійде в загальний продаж до кінця 2015 року   Однак через проблеми запуск був відкладений до 2016 року 

Планування проекту почалося в 2012 році в рамках Програми комп’ютерної грамотності BBC, і до моменту запуску в липні 2015 року BBC залучила 29 партнерів для допомоги у виробництві, дизайні та розповсюдженні пристрою.   BBC повідомляє, що більшу частину витрат на розробку взяли на себе партнери проекту.

### Партнерські відносини
Розробка Micro Bit є продуктом кількох партнерів, які співпрацюють з BBC:
- Microsoft – внесла свій досвід програмного забезпечення та налаштувала платформу TouchDevelop для роботи з пристроєм. У ньому розміщуються проекти та код для користувачів пристрою. [23] Він також розробив навчальні матеріали для вчителів для пристрою. [3]
- Ланкастерський університет – розробка середовища виконання пристрою. [25]
- Farnell element14 – офіційний виробник і глобальний дистриб’ютор, який контролює виробництво пристрою. [3]
- ARM Holdings – надає апаратне забезпечення mbed, набори для розробки та послуги компілятора. [25]
- Тechnology Will Save Usс – розробка зовнішнього вигляду пристрою. [11]
- Samsung – розробив додаток для Android і допоміг підключити пристрій до телефонів і планшетів. [25]
- ScienceScope – розробка програми для iOS і розповсюдження пристрою серед шкіл. [25]
- Python Software Foundation – працювала над впровадженням MicroPython на пристрої, створила рідні та веб-редактори коду Python, зручні для початківців, створила численні освітні ресурси та організувала семінари для вчителів під керівництвом розробників. [26] [27]
- Cisco – надала персонал і ресурси для STEMNET, щоб допомогти з розгортанням на національному рівні. [28]
- Kitronik – виготовив і роздав 5500 електронних текстильних матеріалів  комплекти для BBC micro:bit to D&T (дизайн і технології)  вчителі по всій Великобританії. Розроблено апаратне забезпечення, наприклад плата драйвера двигуна, щоб дозволити BBC micro:bit керувати такими пристроями, як двигуни та сервоприводи. [28]

### Освітня фундація Microbit
Після успішного розгортання micro:bit у Великобританії BBC передала майбутнє BBC micro:bit і впровадження в інших частинах світу новоствореній некомерційній організації Microbit Education  Перехід від BBC до micro:bit Education Foundation переніс офіційну домашню сторінку micro:bit з microbit.co.uk на microbit.org .
BBC ліцензувала апаратну технологію як відкриту і дозволяє виробляти її по всьому світу для використання в освіті. За цим стежить фундація.  

#### Еталонний дизайн Microbit
Фонд також надає повністю задокументований еталонний дизайн пристрою, який відрізняється від представленого на ринку, але сумісного з програмним забезпеченням, з наміром полегшити незалежну розробку та виробництво пристроїв і продуктів на основі micro:bit.  Еталонний дизайн є апаратним забезпеченням з відкритим вихідним кодом, але на відміну від проданого пристрою, що використовує ліцензію CC BY 4.0, він поширюється згідно з умовами ліцензії на обладнання Solderpad версії 0.51.  Доступна конструкторська документація для еталонного проекту включає як схему, так і макет друкованої плати в кількох форматах набору EDA . 

### micro:bit v2
13 жовтня 2020 року Micro:bit Educational Foundation анонсувала переглянуту версію micro:bit. Доступний за тією ж ціною, що й оригінальний micro:bit, і має загальний дизайн, micro:bit v2 містить процесор Nordic nRF52833 (ARM Cortex-M4, 64 МГц, 128 КБ оперативної пам'яті, 512 КБ flash), а також додатково мікрофон, динамік, сенсорний сенсор і режим енергозбереження. 

## Дивись також
- BBC Micro
- micro:bit універсальний шістнадцятковий формат

## Подальше читання
- «Початок Data Science, IoT та AI на одноплатних комп’ютерах: основні навички та застосування в реальному світі з BBC micro:bit і XinaBox 1st ed. Edition» Автори: Прадіка Сеневіратне, Філіп Майтінер (2020)
- «BBC micro:bit Recipes: Learn Programming with Microsoft MakeCode Blocks» Автор: Pradeeka Seneviratne (2019)
- «Початок BBC micro:bit: A Practical Introduction to micro:bit Development» Автор: Pradeeka Seneviratne (2018); Китайський переклад Джейсона Лю (2019)
- «Офіційний посібник користувача BBC micro:bit» Автор: Гарет Халфекрі (2017)
- «micro:bit in Wonderland: кодування та створення з BBC micro:bit» Автори: Трейсі Гарднер та Елбрі де Кок (2018).
- «Початок роботи з BBC Micro:Bit» Автор: Майк Тулі (2017)
- «Micro:Bit – короткий посібник для вчителів» Автор: Рей Чемберс (2015)

## Зовнішні посилання
- Офіційний сайт
- BBC micro:bit technical specifications
- BBC micro:bit edge pinout
- hands-on with BBC's Micro Bit (original prototype)
- BBC micro:bit at Microsoft Research
- BBC micro:bit repositories на GitHub